# Atropatene
Atropatene o Media Atropatene (originalmente conocido como Atropatkan y Atorpatkan) fue un antiguo reino de la antigüedad clásica establecido y gobernado por dinastías locales iranias, posteriores a Darío el Grande de Persia y Alejandro Magno a partir del siglo IV a. C., e incluye el territorio de lo que hoy es el Azerbaiyán iraní y el Kurdistán iraní. Su capital era Ganzak. Atropatene también fue el antepasado nominal del nombre de Azarbaijan.
Durante el Imperio aqueménida quedó integrado en las satrapías de Matiana (XVIII) y Caspiana (XI).

## Denominación
Según Estrabón, el nombre de Atropatene deriva del nombre de Atropates, el comandante del Imperio aqueménida. Como escribe en su libro “Geografía”: “Media se divide en dos partes. Una parte se llama Media Mayor, cuya metrópoli es Ecbatana. La otra parte es Media Atropatia, que recibió su nombre del comandante Atropates, quien impidió que este país, que era parte de Media Mayor, se volviera sujeto a los macedonios”.
Del nombre de Atropates se han utilizado en distintas fuentes distintas formas del nombre de este país, como Atropatene, Atropatios Mēdia, Tropatene, Aturpatakan, Adarbayjan. Sin embargo, los geógrafos árabes medievales sugirieron otra versión que asociaba este nombre con Adorbador (el nombre de un sacerdote) que significa “guardián del fuego”. 

## Fundación
La zona perteneció geográfica, cultural y políticamente a Media antes de la época del Imperio aqueménida. Los habitantes de Media eran en gran parte medos y el centro de esta región estaba en Ecbatana.
Tras la conquista del Imperio Persa por el rey macedonio Alejandro III. Media conservó a su entonces sátrapa, Atropates, a pesar de que había comandado las tropas medas en el lado persa. Después de la muerte de Alejandro, el sur de Media, incluida Ecbatana, cayó en manos del Imperio seléucida. Atropates pudo retener el control del norte de Media y estableció una dinastía que podría gobernar un reino independiente. Los contemporáneos en griego se referían al país como Media Atropatene , "Medios de Atropate".
Una posible razón por la que Atropatene se independizó sin mucha dificultad y pudo mantener esta independencia durante mucho tiempo fue la falta de materias primas naturales. El país era mayoritariamente montañoso, pero todavía tenía condiciones agrícolas favorables debido al clima mediterráneo que prevalecía allí. Sin embargo, el terreno tenía grandes ventajas defensivas, lo que hacía que una campaña de conquista pareciera peligrosa y poco rentable.
La capital de Atropatenes era Gazaka, en el sur del lago Urmia. Cerca de la ciudad estaba la Fortaleza Phraaspa, que se cree que es el sitio de Takht-e Suleiman. Se desconoce la extensión exacta del reino, la frontera norte estaba al norte del lago Urmia. El antiguo geógrafo Estrabón informa en los capítulos trece y catorce del libro undécimo de su Geografía sobre conflictos fronterizos con Armenia y los partos con repetidos cambios de fronteras.
Atropatene era un reino en gran parte aislado del mundo exterior que durante mucho tiempo fue visto como un bastión del zoroastrismo, lo que parece confirmarse sobre todo por el hecho de que el posterior principal santuario zoroástrico, Adur Gushnasp, estuvo una vez ubicado en suelo de Atropatene. Sin embargo, esta opinión ha sido cuestionada durante algún tiempo, ya que no se han encontrado pruebas sólidas aparte de las mencionadas anteriormente. Atropatene parece haber resistido con éxito la helenización y conservado su tradición aqueménida-iraní.

## Historia
Alejandro Magno entró en 330 a. C. en la región de Media y le dio el gobierno a Atropates, sátrapa y general de Darío III, hacia 329 a. C. 
Después de la muerte de Alejandro (323 a. C.) y de la repartición establecida en el Pacto de Triparadiso (320 a. C.), en el que le tocó la parte norte de Media, estableció un reino independiente, conocido como Media Atropatene o simplemente como Atropatene. La capital fue Gandzak.
Además de Atropates, se sabe de la existencia de su sucesor Artabas o Artabazo (hacia 275 a. C.) y Artabarzanes (c. 222-211 a. C.), al que Antíoco III el Grande impuso un tratado desventajoso en 220 a. C.
Después del año 211 a. C. fue vasalla de los seléucidas, pero se desconoce lo que ocurrió en Atropatene. Hacia el año 180 a. C., quedó en manos de artáxidas de Armenia, hasta que en 140 a. C. fue ocupada por los partos. 
Hacia el año 100 a. C. reinó Artavasdes, al que sucedió Gotarces, un arsácida que fue rey de Partia del 95 a. C. al 88 a. C.. Alrededor del año 85 a. C., Darío, el dinasta local, se sometió a Tigranes II de Armenia, del que fue yerno. 
A comienzos del 67 a. C., Mitrídates, el rey de Atropatene, fue enviado contra Capadocia, donde combatió contra las guarniciones romanas y las aniquiló. En el verano de dicho año dominaba ya una buena parte del país, pero el curso de la guerra comenzó a ir mal y en 66 a. C. Tigranes quedó bajo protección romana y Atropatene recuperó su independencia. 
Cuando Mitrídates, se subió al trono de Partia, dio el reino a Ariobarzanes. Hacia el año 35 a. C. bajo Marco Antonio, Atropatene se convirtió en cliente de Roma. La hija del rey, llamada Iotape, se casó con el monarca de Armenia Alejandro Helios (hijo de Marco Antonio y Cleopatra). Artaxias II recuperó el trono armenio (32 a. C.) con ayuda de los partos, y además recibió el reino de Atropatene (Artaxias I) de su aliado y protector, el rey de Partia (30 a. C.).
Tras la muerte del rey armenio Artavasdes IV en el año 2 a. C. en un combate, los romanos entregaron la corona armenia a Ariobarzanes, hijo del rey Artabas de Atropatene, de origen medo y que fue aceptado por los nobles, debido a sus buenas cualidades. En el año 4, Ariobarzanes (II de Atropatene) murió en un accidente y las dos coronas pasaron a su hijo, llamado Artavasdes (II de Atropatene) que fue asesinado dos años después. A partir de entonces, Atropatene y Armenia tomaron caminos separados. En Atropatene apareció un rey de nombre Ariovasto, posiblemente hermano de Artavasdes II. Diversos príncipes arsácidas gobernaron después: Artabano que desde el 12 era rey de los partos; Vonones, rey de los partos, en el 51; Pacoro y otros. El reino, vasallo de los partos, subsistió hasta la conquista sasánida en 226.

## Legado
Atropatene fue la única región iraní que permaneció bajo autoridad zoroástrica desde los aqueménidas hasta la conquista árabe sin ninguna interrupción, aparte de ser brevemente gobernada por el rey macedonio Alejandro Magno (reino: 336-323 a. C.). Bajo los atropátridas, la región consiguió hacerse con un lugar dominante en el zoroastrismo, que continuaría en el periodo sasánida, cuyos monarcas favorecieron las tradiciones medas frente a las de los partos. Además, Atropatene también fue un bastión de la cultura iraní.

## Evidencias históricas
Se sabe muy poco sobre Atropatene a partir de fuentes antiguas, y las excavaciones arqueológicas sólo han revelado escasa evidencia del reino. La zona aparece mencionada en notas marginales en las obras de Plutarco, Ptolomeo, Dion Casio, Apiano, Estrabón, Plinio el Viejo y Polibio. No existe una obra que trate en gran medida de Atropatene.

## Lista de gobernantes
Aunque la lista no está completa, recoge los gobernantes conocidos como reyes de Media Atropatene..
- Atropates desde 320s BC hasta una fecha desconocida;

- Artabazanes (floreció en el siglo III a. C.) gobernó desde el año 221 a. C. o 220 a. C., un contemporáneo del rey griego seléucida Antíoco III el Grande. Se dice que era nieto paterno del rey persa Darío II de su matrimonio con la hija de Gobryas;[10][11][12]

- Mitrídates (100 a. C. - 66 a. C.), gobernó desde 67 a. C. hasta ca. 66 a. C. que era cuñado del rey armenio Tigranes el Grande;[13]

- Darío I (ca.85 a. C. - ca. 65 a. C.), gobernó desde ca. 65 a. C.;[14]

- Ariobarzanes I (ca. 85 a. C. - 56 a. C.), gobernó desde 65 a. C. hasta 56 a. C.;

- Artavasdes I (65 a. C.-20 a. C.), gobernó desde 56 a. C. hasta 31 a. C.. Hijo de los Ariobarzanes arriba mencionadas;[15] y cuñado del rey Antíoco I Theos de Comagene;[16]

- Asinnalus (floreció en el siglo I a. C.), gobernó desde 30 a. C.hasta una fecha desconocida en los años 20 a. C.;

- Ariobarzanes II ( 40 a. C. - 4), gobernó desde ca. 28 a. C. hasta el 20 a. C. hasta 4[17] y sirvió como rey de Armenia desde el 2 a. C. hasta el 4[17]

- Artavasdes II, que sirvió como Artavasdes III ( 20 a. C. - 6), rey de Media Atropatene y Armenia desde el año 4 al año 6;[17]

- Artabanus (floreció segunda mitad del siglo I), nieto de Artavasdes I,[16] gobernó desde el 6 hasta el año 10;

- Vonones (floreció en la segunda mitad del siglo I), hermano de Artabanus, gobernó desde el 11? hasta el año 51;[16]

- Pacorus (floreció en el siglo I y primera mitad del siglo II), hermano del anterio, gobernó desde el 51 hasta el año 78.